# Hypolimnas bolina
A Hypolimnas bolina a rovarok (Insecta) osztályának a lepkék (Lepidoptera) rendjébe, ezen belül a tarkalepkefélék (Nymphalidae) családjába tartozó faj.

## Előfordulása
A Hypolimnas bolina előfordulási területe igen nagy. Nyugaton Madagaszkártól kezdve, keletre Dél- és Délkelet-Ázsián keresztül, egészen a Csendes-óceán néhány nyugati szigetéig (Tonga, Tuvalu, Szamoa, Vanuatu), valamint Ausztráliáig és Új-Zélandig lelhető fel.

## Alfajai
- Hypolimnas bolina bolina (Linnaeus, 1758)[2]
- Hypolimnas bolina constans (Butler, 1875)
- Hypolimnas bolina enganica Fruhstorfer, 1904
- Hypolimnas bolina gigas (Oberthür, 1879)
- Hypolimnas bolina incommoda Butler, 1879
- Hypolimnas bolina inconstans Butler, 1873
- Hypolimnas bolina jacintha (Drury, 1773)
- Hypolimnas bolina jaluita Fruhstorfer, 1903
- Hypolimnas bolina kezia (Butler)
- Hypolimnas bolina kraimoku (Eschscholtz, 1821)
- Hypolimnas bolina labuana Butler, 1879
- Hypolimnas bolina lisianassa (Cramer, 1779)
- Hypolimnas bolina listeri Butler, 1888
- Hypolimnas bolina montrouzieri (Butler)
- Hypolimnas bolina naresii Butler, 1883
- Hypolimnas bolina nerina (Fabricius, 1775)
- Hypolimnas bolina pallescens (Butler)
- Hypolimnas bolina philippensis (Butler, 1874)
- Hypolimnas bolina pulchra (Butler)
- Hypolimnas bolina rarik Eschscholtz, 1821)

## Megjelenése
Szárnyfesztávolsága körülbelül 70–85 milliméter. A fajon belül nagy a nemi kétalakúság, mivel a nőstény több más lepkefaj színezetét is képes utánozni. A hím szárnyának felső fele fekete, három pár fehér folttal; kettő az elülsőkön, egy pedig a hátulsókon. A fehér foltokat lilás árnyalat szegélyezi. A hátsó szárnyak szélein fehér pontsorok vannak. A nőstény szárnyainak a felső fele barnásfekete fehér foltozás nélkül. A szárnyak szélein fehér mintázat van, utánozva az Euploea core nevű lepkefajt.

## Életmódja
Sokféle élőhelyen képes megélni. Főleg a nyíltabb lombhullató erdőket, a sűrű és nyirkos bozótosokat, valamint az emberi települések zöldebb részit kedveli. A hímek területvédők, főleg ha nőstény található rajta; a nőstény is őrködik a peték fölött. A hernyó főleg a következő növényekkel táplálkozik: Fleuria interrupta, Sida rhombifolia, Elatostemma cuneatum, Portulaca oleracea, Laportea interrupta, Triumfetta pentandra és az Asystasia-fajok; de ezek mellett, vagy hiányában a következők is megfelelnek: Elatostema cuneatum, Fleurya interrupta, Pseuderanthemum variabile, Synedrella nodiflora, továbbá Urtica dioica és a Malva-fajok.

## Szaporodása
Peterakás előtt a nőstény olyan levelet választ, amelynek közelében nem vett észre hangyákat. Levelenként a peték száma 1-5 darab. A peték világosak, zöldesek, majdnem átlátszók. Két nap után kikelnek a hernyók, melyeknek fejük és végük narancssárga, testük fekete; számos szőrrel. A Wolbachia nevű baktérium, csak a hím példányokat öli meg. A báb érdes felületű, kiemelkedésekkel; barnás szürke árnyalattal a szárnyrészen. A bából 7-8 nap múlva jön elő az imágó; a nőstény fejlődése többet tart, mint a hímé.

## Képek

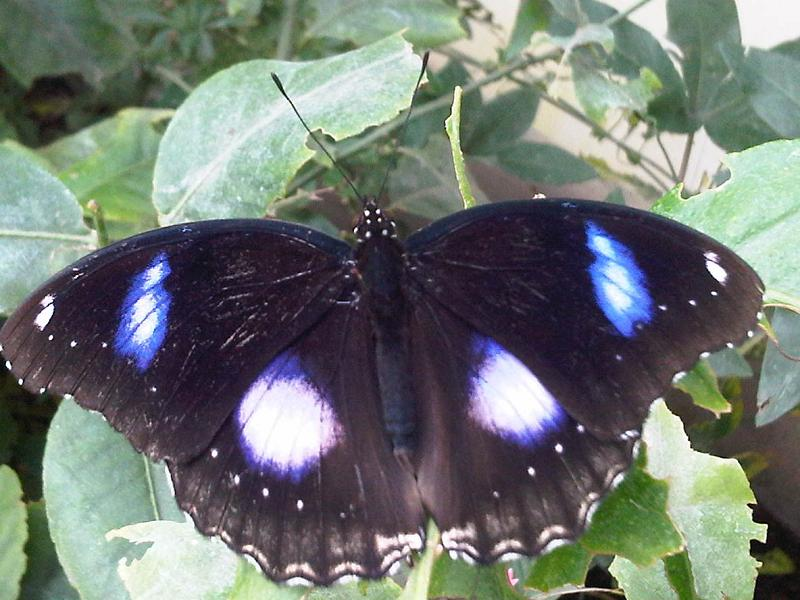
Az imágó felülről
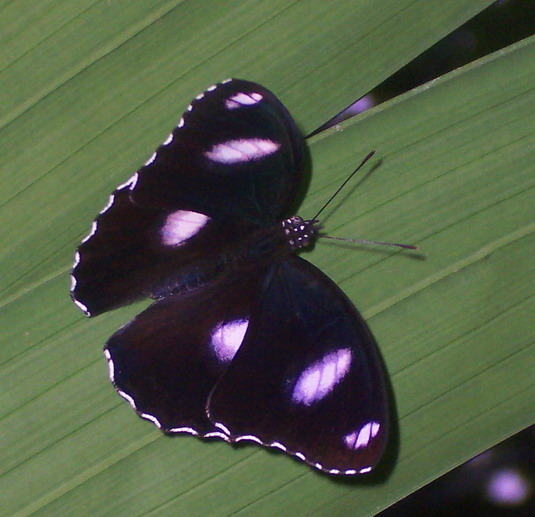
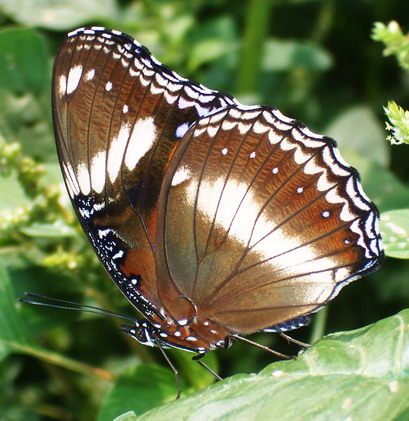
és
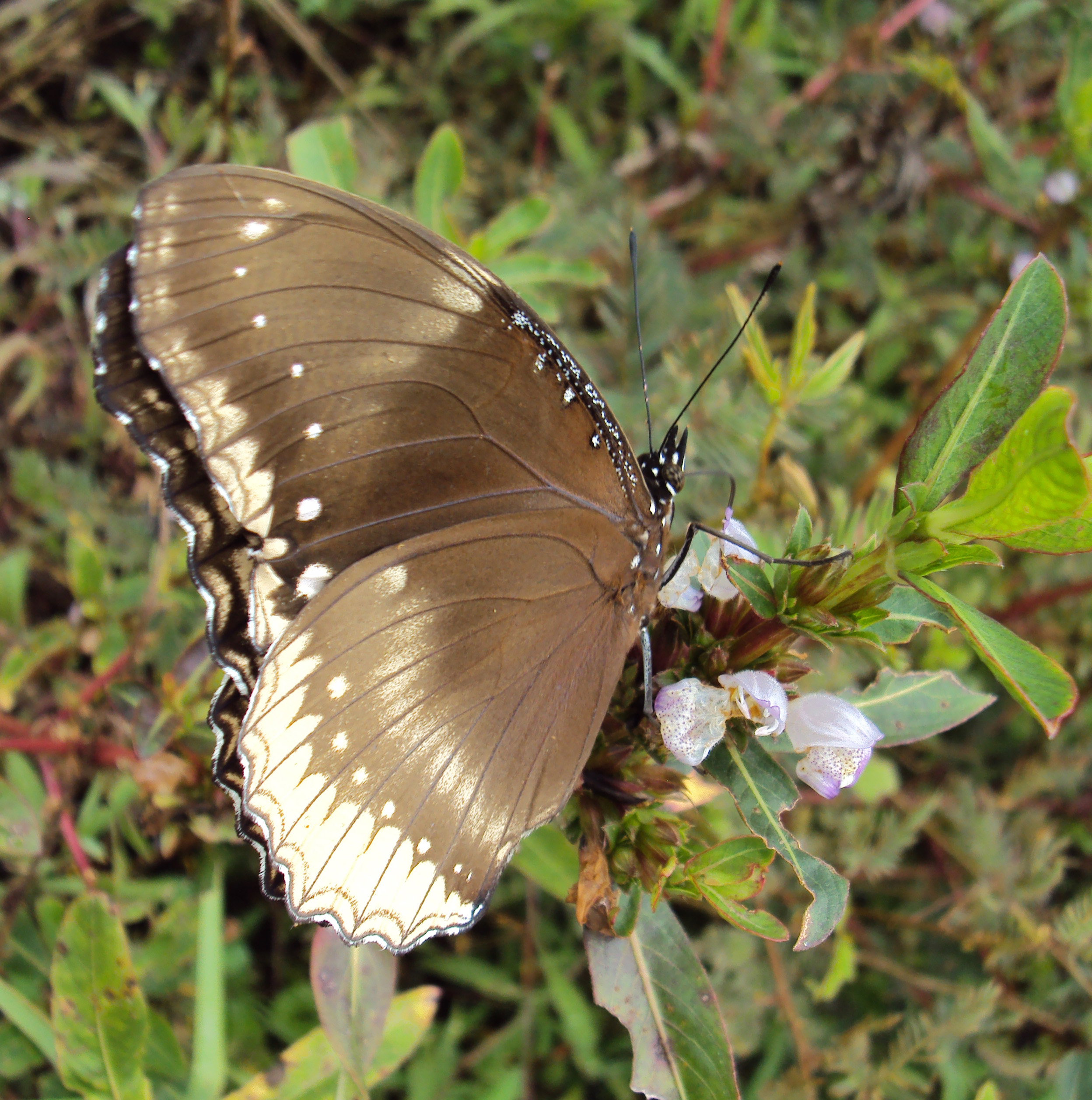
alulról
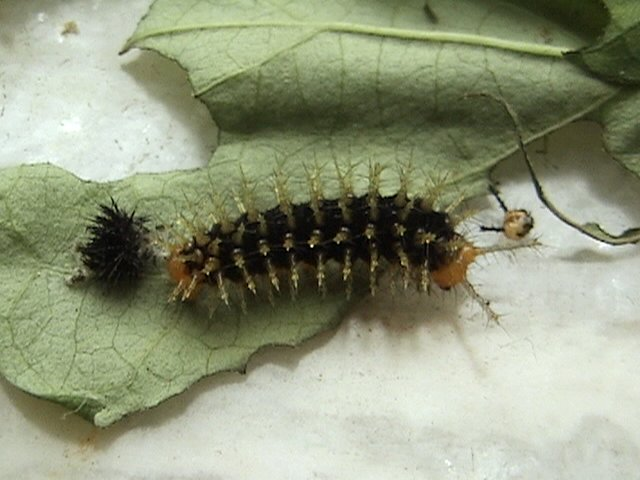
A hernyó
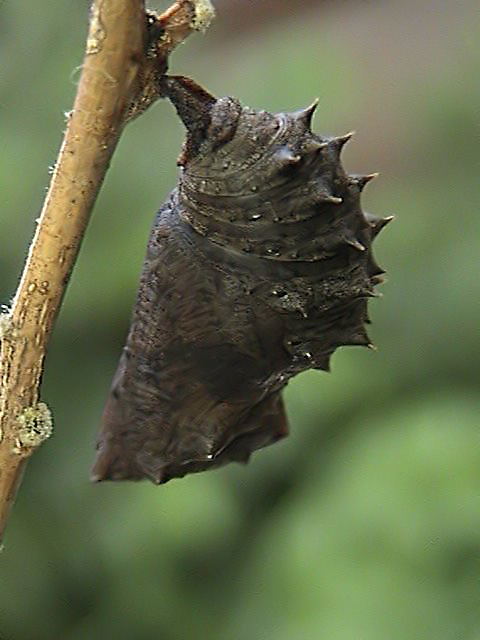
és a báb

## Fordítás
- Ez a szócikk részben vagy egészben  a   Hypolimnas bolina című angol Wikipédia-szócikk ezen változatának fordításán alapul.  Az eredeti cikk szerkesztőit annak laptörténete sorolja fel. Ez a jelzés csupán a megfogalmazás eredetét és a szerzői jogokat jelzi, nem szolgál a cikkben szereplő információk forrásmegjelöléseként.